# آلار دل ری
آلار دل ری (به اسپانیایی: Alar del Rey) یک شهرستان در اسپانیا است که در استان پالنسیا واقع شده‌است.

## خصوصیات
آلار دل ری ۵۷ کیلومترمربع مساحت و ۱٬۱۸۵ نفر جمعیت دارد.